# Championnat du monde masculin de cyclo-cross
Le championnat du monde masculin de cyclo-cross a lieu dans le cadre des championnats du monde de cyclo-cross de l'Union cycliste internationale (UCI) depuis 1950.
Il se déroule tous les ans au cœur de l'hiver, en janvier ou février, à la fin de la saison de cyclo-cross. Le premier championnat est disputé à Paris en 1950 et remporté par Jean Robic.
Entre 1950 et 1966, le championnat est ouvert aux amateurs comme aux professionnels. De 1967 à 1993, deux championnats distincts sont organisés — un pour les amateurs et un pour les professionnels. À partir de 1994, le championnat redevient une épreuve unique ouverte à tous les coureurs élites. Le vainqueur a le droit de porter le maillot arc-en-ciel pendant une année complète, comme les vainqueurs des championnats du monde dans les autres disciplines cyclistes.
Contrairement aux autres cyclo-cross organisés dans la saison, le championnat du monde est organisé par équipes nationales et non par équipes commerciales.

## Histoire
La première édition est remportée à Paris par Jean Robic, également vainqueur du premier Tour de France couru après la Seconde Guerre mondiale (1947). Roger Rondeaux et Pierre Jodet complètent un podium 100 % français. Les éditions suivants sont organisées en Europe de l'Ouest et voient la domination des coureurs français. Après le triplé de Roger Rondeaux entre 1951 et 1953, André Dufraisse s'impose cinq fois consécutivement de 1954 à 1958. En 1957, il s'impose en Belgique devant le local Firmin Van Kerrebroeck (sextuple champion de Belgique), qui offre à la Belgique son premier podium mondial.
L'Italien Renato Longo et l'Allemand Rolf Wolfshohl se partagent les titres entre 1959 et 1967, à l'exception de 1966, où Eric De Vlaeminck devient à 20 ans le premier Belge champion du monde. Si l'année suivante, il voit le titre lui échapper en raison de problèmes mécaniques, De Vlaeminck accumule six titres consécutifs de 1968 à 1973. Albert Van Damme lui succède en 1974, puis son frère Roger De Vlaeminck en 1975, un des plus grands coureurs sur route de l'histoire.
Le Suisse Albert Zweifel met un terme à cette série de succès belges en 1976 et remporte quatre titres consécutifs. Le Belge Roland Liboton décroche à son tour quatre titres (en 1980, 1982, 1983 et 1984), tandis que Zweifel ajoute un cinquième titre à sa collection en 1986. Pendant la période allant de 1988 à 1997, dix champions du monde de sept pays différents sont sacrés. En 1997, pour la dernière fois de l'histoire du championnat, aucun Belge ne monte sur le podium.
De 1998 à 2009, la Belgique domine le championnat du monde, avec dix succès, dont trois pour Mario De Clercq et Erwin Vervecken. Le Tchèque Zdeněk Štybar joue les trouble-fêtes au début des années 2010 avec trois titres. Entre 2015 et 2021, le duel Mathieu van der Poel (4 titres) et Wout van Aert (3 titres) anime la quête du titre.

## Palmarès
| Édition | Lieu                            | Or                       | Argent                 | Bronze                 |
| ------- | ------------------------------- | ------------------------ | ---------------------- | ---------------------- |
| 1950    | Paris, France                   | Jean Robic               | Roger Rondeaux         | Pierre Jodet           |
| 1951    | Luxembourg, Luxembourg          | Roger Rondeaux           | André Dufraisse        | Pierre Jodet           |
| 1952    | Genève, Suisse                  | Roger Rondeaux (2)       | André Dufraisse        | Albert Meier           |
| 1953    | Oñati, Espagne                  | Roger Rondeaux (3)       | Gilbert Bauvin         | André Dufraisse        |
| 1954    | Crenna, Italie                  | André Dufraisse          | Pierre Jodet           | Hans Bieri             |
| 1955    | Sarrebruck, Sarre               | André Dufraisse (2)      | Hans Bieri             | Amerigo Severini       |
| 1956    | Baumbusch, Luxembourg           | André Dufraisse (3)      | Georges Meunier        | Emile Plattner         |
| 1957    | Edelare, Belgique               | André Dufraisse (4)      | Firmin Van Kerrebroeck | Georges Meunier        |
| 1958    | Limoges, France                 | André Dufraisse (5)      | Amerigo Severini       | Rolf Wolfshohl         |
| 1959    | Genève, Suisse                  | Renato Longo             | Rolf Wolfshohl         | Amerigo Severini       |
| 1960    | Tolosa, Espagne                 | Rolf Wolfshohl           | Arnold Hungerbühler    | Robert Aubry           |
| 1961    | Hanovre, Allemagne              | Rolf Wolfshohl (2)       | Renato Longo           | André Dufraisse        |
| 1962    | Esch-sur-Alzette, Luxembourg    | Renato Longo (2)         | Maurice Gandolfo       | André Dufraisse        |
| 1963    | Calais, France                  | Rolf Wolfshohl (3)       | Renato Longo           | André Dufraisse        |
| 1964    | Overboelare, Belgique           | Renato Longo (3)         | Roger De Clercq        | Joseph Mahé            |
| 1965    | Cavaria con Premezzo, Italie    | Renato Longo (4)         | Rolf Wolfshohl         | Amerigo Severini       |
| 1966    | Beasain, Espagne                | Eric De Vlaeminck        | Hermann Gretener       | Rolf Wolfshohl         |
| 1967    | Zurich, Suisse                  | Renato Longo (5)         | Rolf Wolfshohl         | Hermann Gretener       |
| 1968    | Luxembourg, Luxembourg          | Eric De Vlaeminck (2)    | Hermann Gretener       | Michel Pelchat         |
| 1969    | Magstadt, Allemagne             | Eric De Vlaeminck (3)    | Rolf Wolfshohl         | Renato Longo           |
| 1970    | Zolder, Belgique                | Eric De Vlaeminck (4)    | Albert Van Damme       | Rolf Wolfshohl         |
| 1971    | Apeldoorn, Pays-Bas             | Eric De Vlaeminck (5)    | Albert Van Damme       | René De Clercq         |
| 1972    | Prague, Tchécoslovaquie         | Eric De Vlaeminck (6)    | Rolf Wolfshohl         | Hermann Gretener       |
| 1973    | Londres, Royaume-Uni            | Eric De Vlaeminck (7)    | André Wilhelm          | Rolf Wolfshohl         |
| 1974    | Bera, Espagne                   | Albert Van Damme         | Roger De Vlaeminck     | Peter Frischknecht     |
| 1975    | Melchnau, Suisse                | Roger De Vlaeminck       | Albert Zweifel         | Peter Frischknecht     |
| 1976    | Chazay d'Azergues, France       | Albert Zweifel           | Peter Frischknecht     | André Wilhelm          |
| 1977    | Hanovre, Allemagne              | Albert Zweifel (2)       | Peter Frischknecht     | Eric De Vlaeminck      |
| 1978    | Amorebieta-Etxano, Espagne      | Albert Zweifel (3)       | Peter Frischknecht     | Klaus-Peter Thaler     |
| 1979    | Saccolongo, Italie              | Albert Zweifel (4)       | Gilles Blaser          | Robert Vermeire        |
| 1980    | Wetzikon, Suisse                | Roland Liboton           | Klaus-Peter Thaler     | Hennie Stamsnijder     |
| 1981    | Tolosa, Espagne                 | Hennie Stamsnijder       | Roland Liboton         | Albert Zweifel         |
| 1982    | Lanarvily, France               | Roland Liboton (2)       | Albert Zweifel         | Hennie Stamsnijder     |
| 1983    | Birmingham, Royaume-Uni         | Roland Liboton (3)       | Albert Zweifel         | Klaus-Peter Thaler     |
| 1984    | Oss, Pays-Bas                   | Roland Liboton (4)       | Hennie Stamsnijder     | Albert Zweifel         |
| 1985    | Munich, Allemagne               | Klaus-Peter Thaler       | Adrie van der Poel     | Claude Michely         |
| 1986    | Lembeek, Belgique               | Albert Zweifel (5)       | Pascal Richard         | Hennie Stamsnijder     |
| 1987    | Mlada Boleslav, Tchécoslovaquie | Klaus-Peter Thaler (2)   | Danny De Bie           | Christophe Lavainne    |
| 1988    | Hagendorf, Suisse               | Pascal Richard           | Adrie van der Poel     | Beat Breu              |
| 1989    | Pontchâteau, France             | Danny De Bie             | Adrie van der Poel     | Christophe Lavainne    |
| 1990    | Getxo, Espagne                  | Henk Baars               | Adrie van der Poel     | Bruno Lebras           |
| 1991    | Gieten, Pays-Bas                | Radomir Simunek          | Adrie van der Poel     | Bruno Lebras           |
| 1992    | Leeds, Royaume-Uni              | Mike Kluge               | Karel Camrda           | Adrie van der Poel     |
| 1993    | Corva di Azzano, Italie         | Dominique Arnould        | Mike Kluge             | Wim de Vos             |
| 1994    | Coxyde, Belgique                | Paul Herijgers           | Richard Groenendaal    | Erwin Vervecken        |
| 1995    | Eschenbach, Suisse              | Dieter Runkel            | Richard Groenendaal    | Beat Wabel             |
| 1996    | Montreuil, France               | Adrie van der Poel       | Daniele Pontoni        | Luca Bramati           |
| 1997    | Munich, Allemagne               | Daniele Pontoni          | Thomas Frischknecht    | Luca Bramati           |
| 1998    | Middelfart, Danemark            | Mario De Clercq          | Erwin Vervecken        | Henrik Djernis         |
| 1999    | Poprad, Slovaquie               | Mario De Clercq (2)      | Erwin Vervecken        | Adrie van der Poel     |
| 2000    | Saint-Michel-Gestel, Pays-Bas   | Richard Groenendaal      | Mario De Clercq        | Sven Nys               |
| 2001    | Tábor, Tchéquie                 | Erwin Vervecken          | Petr Dlask             | Mario De Clercq        |
| 2002    | Zolder, Belgique                | Mario De Clercq (3)      | Tom Vannoppen          | Sven Nys               |
| 2003    | Monopoli, Italie                | Bart Wellens             | Mario De Clercq        | Erwin Vervecken        |
| 2004    | Pontchâteau, France             | Bart Wellens (2)         | Mario De Clercq        | Sven Vanthourenhout    |
| 2005    | Saint-Wendel, Allemagne         | Sven Nys                 | Erwin Vervecken        | Sven Vanthourenhout    |
| 2006    | Zeddam, Pays-Bas                | Erwin Vervecken (2)      | Bart Wellens           | Francis Mourey         |
| 2007    | Hooglede, Belgique              | Erwin Vervecken (3)      | Jonathan Page          | Enrico Franzoi         |
| 2008    | Trévise, Italie                 | Lars Boom                | Zdeněk Štybar          | Sven Nys               |
| 2009    | Hoogerheide, Pays-Bas           | Niels Albert             | Zdeněk Štybar          | Sven Nys               |
| 2010    | Tábor, Tchéquie                 | Zdeněk Štybar            | Klaas Vantornout       | Sven Nys               |
| 2011    | Saint-Wendel, Allemagne         | Zdeněk Štybar (2)        | Sven Nys               | Kevin Pauwels          |
| 2012    | Coxyde, Belgique                | Niels Albert (2)         | Rob Peeters            | Kevin Pauwels          |
| 2013    | Louisville, États-Unis          | Sven Nys (2)             | Klaas Vantornout       | Lars van der Haar      |
| 2014    | Hoogerheide, Pays-Bas           | Zdeněk Štybar (3)        | Sven Nys               | Kevin Pauwels          |
| 2015    | Tábor, Tchéquie                 | Mathieu van der Poel     | Wout van Aert          | Lars van der Haar      |
| 2016    | Heusden-Zolder, Belgique        | Wout van Aert            | Lars van der Haar      | Kevin Pauwels          |
| 2017    | Sanem, Luxembourg               | Wout van Aert (2)        | Mathieu van der Poel   | Kevin Pauwels          |
| 2018    | Fauquemont, Pays-Bas            | Wout van Aert (3)        | Michael Vanthourenhout | Mathieu van der Poel   |
| 2019    | Bogense, Danemark               | Mathieu van der Poel (2) | Wout van Aert          | Toon Aerts             |
| 2020    | Dübendorf, Suisse               | Mathieu van der Poel (3) | Tom Pidcock            | Toon Aerts             |
| 2021    | Ostende, Belgique               | Mathieu van der Poel (4) | Wout van Aert          | Toon Aerts             |
| 2022    | Fayetteville, États-Unis        | Tom Pidcock              | Lars van der Haar      | Eli Iserbyt            |
| 2023    | Hoogerheide, Pays-Bas           | Mathieu van der Poel (5) | Wout van Aert          | Eli Iserbyt            |
| 2024    | Tábor, Tchéquie                 | Mathieu van der Poel (6) | Joris Nieuwenhuis      | Michael Vanthourenhout |
| 2025    | Liévin, France                  | Mathieu van der Poel (7) | Wout van Aert          | Thibau Nys             |

## Tableau des médailles
| Rang | Nation      | Or | Argent | Bronze | Total |
| ---- | ----------- | -- | ------ | ------ | ----- |
| 1    | Belgique    | 30 | 26     | 25     | 81    |
| 2    | Pays-Bas    | 12 | 12     | 9      | 33    |
| 3    | France      | 10 | 8      | 16     | 34    |
| 4    | Suisse      | 7  | 13     | 11     | 31    |
| 5    | Allemagne   | 6  | 7      | 6      | 19    |
| 6    | Italie      | 6  | 4      | 7      | 17    |
| 7    | Tchéquie    | 4  | 4      | 0      | 8     |
| 8    | Royaume-Uni | 1  | 1      | 0      | 2     |
| 9    | États-Unis  | 0  | 1      | 0      | 1     |
| 10   | Danemark    | 0  | 0      | 1      | 1     |
| 10   | Luxembourg  | 0  | 0      | 1      | 1     |

| Rang | Nation               | Or | Argent | Bronze | Total |
| ---- | -------------------- | -- | ------ | ------ | ----- |
| 1    | Mathieu van der Poel | 7  | 1      | 1      | 9     |
| 2    | Eric De Vlaeminck    | 7  | 0      | 1      | 8     |
| 3    | Albert Zweifel       | 5  | 3      | 2      | 10    |
| 4    | André Dufraisse      | 5  | 2      | 4      | 11    |
| 5    | Renato Longo         | 5  | 2      | 1      | 8     |
| 6    | Roland Liboton       | 4  | 1      | 0      | 5     |
| 7    | Rolf Wolfshohl       | 3  | 5      | 4      | 12    |
| 8    | Wout van Aert        | 3  | 5      | 0      | 8     |
| 9    | Erwin Vervecken      | 3  | 3      | 2      | 8     |
| 10   | Mario De Clercq      | 3  | 3      | 1      | 7     |
| 11   | Zdeněk Štybar        | 3  | 2      | 0      | 5     |
| 12   | Roger Rondeaux       | 3  | 1      | 0      | 4     |